# Scarus globiceps
Scarus globiceps es una especie de peces de la familia Scaridae en el orden de los Perciformes.

## Morfología
Los machos pueden llegar alcanzar los 27 cm de longitud total.

## Distribución geográfica
Se encuentra desde el África Oriental hasta las islas de la Línea, las islas de la Sociedad, las islas Ryukyu y el sur de la Gran Barrera de Coral.